# Swamplord
Swamplord — дебютный студийный альбом финской мелодик-дэт-метал-группы Kalmah, выпущенный в ноябре 2000 года лейблом Spikefarm Records.
Японское издание альбома содержит 2 бонус-трека, взятых с демо-альбома Svieri Obraza. В 2008 году альбом был переиздан на двух CD вместе с They Will Return.

## Список композиций
| №   | Название                                                 | Длительность |
| --- | -------------------------------------------------------- | ------------ |
| 1.  | «Evil in You»                                            | 5:08         |
| 2.  | «Withering Away»                                         | 3:34         |
| 3.  | «Heritance of Berija»                                    | 4:30         |
| 4.  | «Black Roija»                                            | 4:15         |
| 5.  | «Dance of the Water»                                     | 4:31         |
| 6.  | «Hades»                                                  | 4:25         |
| 7.  | «Alteration»                                             | 4:42         |
| 8.  | «Using the Word»                                         | 5:07         |
| 9.  | «The Blind Leader (Demo)» (Бонус-трек японского издания) | 3:12         |
| 10. | «Vezidoroga» (Бонус-трек японского издания)              | 3:49         |

## Участники записи
- Антти Кокко — соло-гитара
- Пекка Кокко — ритм-гитара, вокал
- Алтти Ветеляйнен − бас-гитара
- Паси Хильтула — клавишные
- Петри Санкала — ударные